# Andrzej Sapieha (mort en 1611)
Pour les articles homonymes, voir Andrzej Sapieha et Maison Sapieha.
Andrzej Sapieha, mort en 1611, membre de la famille Sapieha, staroste d'Orszańsk, castellan de Witebsk, voïvode de Mstsislaw.

## Biographie
Andrzej Sapieha est le fils d'Iwan Iwanowicz Sapieha (1522- ~1580)  

## Sources
- (lt) Cet article est partiellement ou en totalité issu de l’article de Wikipédia en lituanien intitulé « Andrius Sapiega » (voir la liste des auteurs).

- (pl) Cet article est partiellement ou en totalité issu de l’article de Wikipédia en polonais intitulé « Andrzej Sapieha (zm. 1611) » (voir la liste des auteurs).